# Kasongo
Kasongo a Kongói Demokratikus Köztársaság középső részében fekvő Maniema tartomány városa.  A város a Lualaba-folyótól keletre fekszik, 666 m-es tengerszint feletti magasságon. A város repülőtere a Kasongo Airport (IATA: KGN, ICAO: FZOK).
A város a Kasongo római katolikus egyházkerülethez tartozik.
Kasongót egy 240 km-es út köti össze Kindu tartományi fővárossal, de az út rossz állapota miatt az utazás akár két napot is igénybe vehet.

## Története
Azon a helyen, ahol ma Kasongo fekszik, Tippu Tip, egy arab kereskedő hozott létre kereskedelmi állomáshelyet 1875-ben. 1879. és 1884. között, harmadik expedíciója során Henry Morton Stanley is eljutott a városba. A várost és lakóit súlyosan érintette a második kongói háború.